# Charles Gavin
Charles de Souza Gavin (São Paulo, 9 de julho de 1960) é um músico, produtor musical e apresentador brasileiro, mais conhecido como ex-baterista dos Titãs. Foi eleito "melhor baterista" pelo Prêmio Bizz em 1989. É apresentador do programa O Som do Vinil do Canal Brasil, que já está em sua 14ª temporada e virou podcast em 2020. Desde 3 de setembro de 2019, apresenta o programa Cidade do Rock, na Rádio Cidade FM, no Rio de Janeiro.

## Carreira

### Início na percussão
Ainda durante a infância, em 1968, Charles descobriu sua paixão pela percussão quando seus colegas de primário da Escola Helena Lemmi, no Bosque da Saúde, zona sul da capital paulista, resolveram participar do desfile em comemoração à Independência do Brasil. Porém, havia apenas um instrumento musical disponível, um surdo de marcação. Sem recursos, os professores incrementaram a banda com instrumentos feitos a partir de utensílios de cozinha. Charles, conhecido por batucar nas carteiras da sala de aula, foi escolhido para assumir o surdo, por ser o único que marcava o tempo com precisão, enquanto os outros apenas batucavam as tampas de panelas, colheres e raladores de queijo tocados com garfo. A banda, comandada por Charles, faturou o prêmio de originalidade do desfile.
Também queria ser jogador de futebol na infância e, aos 14 anos, passou em duas etapas de uma peneira do São Paulo FC, mas esbarrou no pai, corintiano roxo.
Charles cita Stewart Copeland, Neil Peart, Ginger Baker e John Bonham como influências.
Aos 15 anos, morando no bairro do Jabaquara, Charles se reuniu com alguns vizinhos e promoveram batucadas informais semanas antes do carnaval. Porém, ele começou a ouvir, na época, bandas como Led Zeppelin, Black Sabbath e Emerson, Lake & Palmer. Decidido a ser baterista, aproveitou frisos metálicos das laterais do Chevrolet Opala do pai, recém-trocados, e os transformou em baquetas. O sofá e as poltronas revestidas de courvin tornaram-se caixa, tons e surdos, e dois cinzeiros de metal serviram de pratos. Estava pronto o primeiro protótipo de bateria de Charles, utilizado enquanto os pais se ausentavam. Em 1979, aos 19 anos, ele convenceu o pai a comprar sua primeira bateria real, com a condição de manter os estudos.
Em 1982, Charles entrou na faculdade de Administração na PUC, enquanto paralelamente operava computadores na fábrica da Panasonic. Nas poucas horas de folga, tocava compulsivamente. Desde sua estreia, na banda Zero Hora, passou pelas bandas Santa Gang, Zona Franca e Jetsons, esta última ao lado de Branco Mello e Ciro Pessoa, com quem viria a tocar nos Titãs, a partir de 1985. Também com Ciro, integrou o Cabine C, porém, foi como integrante do Ira! que passou a fazer mais shows no circuito alternativo paulistano, chamando a atenção dos Titãs.

### Titãs

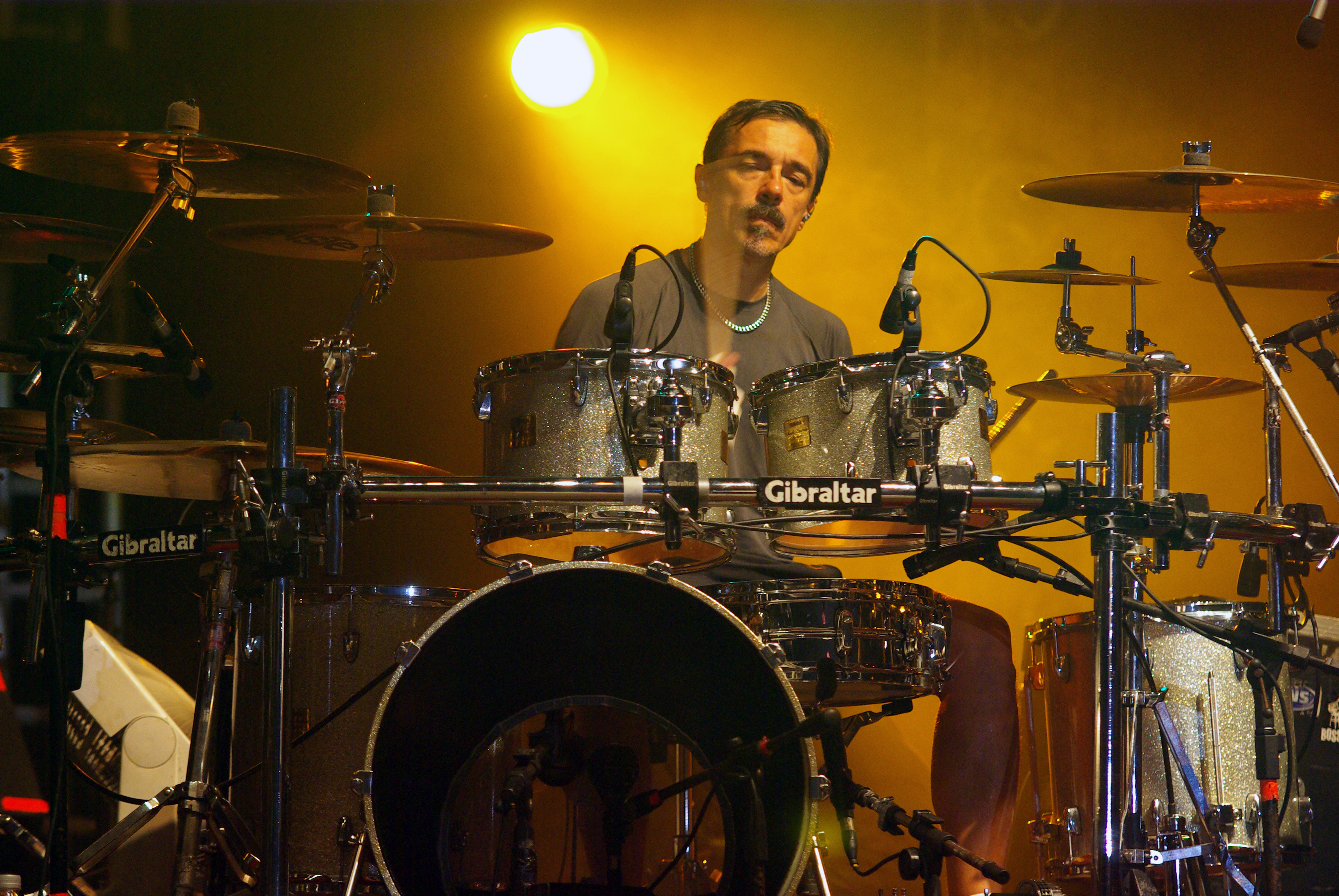
Charles Gavin em 2009 em um show dos Titãs com Os Paralamas do Sucesso em Recife, Pernambuco, Brasil.

Em 25 de dezembro de 1984, após deixar o Ira! e integrar o RPM durante os ensaios do seu álbum de estreia Revoluções Por Minuto, Charles foi chamado para participar dos Titãs, no lugar de André Jung, que acabaria ocupando seu lugar ainda vago no Ira!. Charles recebeu o convite dos integrantes Branco Mello (vocalista) e Sérgio Britto (vocalista, tecladista). Em dúvida entre ir para os Titãs ou ficar no RPM, consultou o colega Edgard Scandurra, que o aconselhou a ir para os Titãs, onde poderia ter maior protagonismo; embora o RPM fosse apenas um quarteto, tudo girava em torno de Paulo Ricardo e Luiz Schiavon. Charles largou a tripla jornada e resolveu se dedicar exclusivamente à música. Sua estreia no grupo aconteceu em janeiro de 85. Logo depois, entrou em estúdio para gravar o segundo disco da banda, Televisão, o primeiro com sua participação.
Após vinte e cinco anos, deixou a banda em fevereiro de 2010, por motivos pessoais. Entre 2023 e 2024, voltou a tocar com os Titãs em uma turnê reunindo todos os membros vivos da banda para celebrar 40 anos em atividade.

### Outras atividades

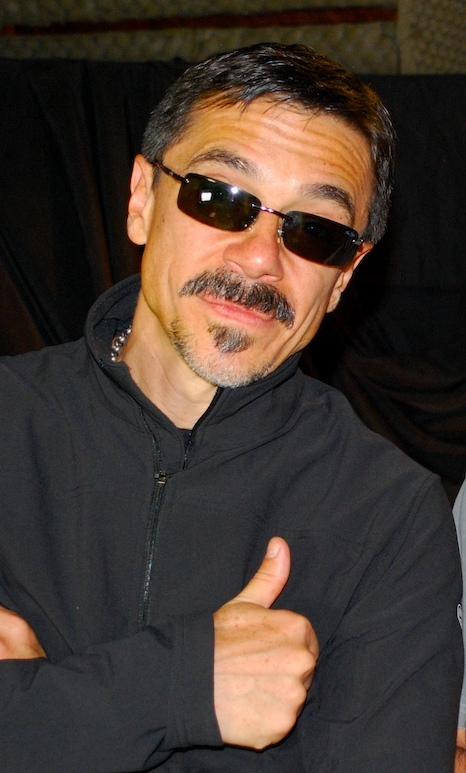
Charles em 2009

Colecionador compulsivo de discos raros em vinil, o baterista transformou seu hobby numa atividade paralela aos Titãs: nos últimos anos, Charles tem cuidado do relançamento de discos fora de catálogo, de artistas como Tom Zé, Lady Zu e Novos Baianos, além de organizar coletâneas para algumas gravadoras, como a Warner Music (da qual os Titãs fizeram parte). Desde o fim dos anos 80, também produz discos. Sua estreia foi com o álbum Vítimas do Sistema, da banda brasiliense Detrito Federal em 1988. No selo Banguela, criado pelos Titãs junto com o produtor Carlos Eduardo Miranda em 1994, produziu o álbum do grupo pernambucano Mundo Livre S/A, lançado em 1994. Também apresenta desde 2007 o programa O Som do Vinil no Canal Brasil. Em 2020, o programa também vira podcast.
Lançou em 2008, em colaboração com Tárik de Souza, Carlos Calado e Arthur Dapieve o livro 300 Discos Importantes da Música Brasileira, edição de luxo que registra os melhores e mais marcantes lançamentos da música brasileira de 1929 até 2007.
Em 2011, Charles se juntou a Toni Platão, Dado Villa-Lobos e Dé Palmeira para formar o supergrupo Panamericana, que toca sucessos do rock sul-americano. Foi a primeira vez que estreou uma banda, uma vez que entrou em todas as outras já depois do início das atividades.
Em 2017, juntou-se a Duda Brack, Paulo Rafael, Pedro Coelho e Felipe Ventura para formar o projeto Primavera dos Dentes, que se dedica a revisitar a obra dos Secos & Molhados.
Desde setembro de 2019, apresenta o programa Cidade do Rock, na estação de rádio carioca Rádio Cidade, ao lado do locutor Demmy Morales.
Em 2020, participa da música "Ratamahatta" com a banda Sepultura, que conta no álbum ao vivo SepulQuarta lançado pela banda mineira no ano seguinte.

### Vida pessoal
Charles é casado com a bailarina Mariana Roquette-Pinto, com quem tem duas filhas: Dora (n.2002) e Sofia (n.2005).
Mora no bairro do Leblon, no Rio de Janeiro. 